# Успенский (Соломинское сельское поселение)
Успе́нский — посёлок в Дмитровском районе Орловской области. Входит в состав Соломинского сельского поселения. 

## География
Расположен в 14 км к юго-востоку от Дмитровска, недалеко от истока реки Неруссы. К югу от посёлка находится лесное урочище Серебряная Дача.

## История
Основан переселенцами из соседнего села Трофимово. В 1926 году в посёлке было 24 двора, проживало 124 человека (61 мужского пола и 63 женского), действовало частное торговое заведение III разряда. В то время Успенский входил в состав Трофимовского сельсовета Долбенкинской волости Дмитровского уезда. Позже передан в Соломинский сельсовет. С 1928 года в составе Дмитровского района. В 1937 году в Успенском было 8 дворов, действовала школа. Во время Великой Отечественной войны, с октября 1941 года по август 1943 года, находился в зоне немецкой оккупации. По состоянию на 1945 год в посёлке действовал колхоз «Новая Жизнь».

## Население
| 1926 | 1979 | 2002 | 2010 |
| ---- | ---- | ---- | ---- |
| 124  | ↘15  | ↘8   | ↘5   |

## Памятники истории
К северо-востоку от посёлка находится братская могила советских воинов, погибших в боях с фашистскими захватчиками во время Великой Отечественной войны.